# Okamžik vzkříšení
Okamžik vzkříšení (v anglickém originále Adam Resurrected) je americko-německo-izraelský film z roku 2008 režiséra Paula Schradera. Film je s tematikou Holokaustu je adaptací knihy izraelského spisovatele Jorama Kanjuka Adam, psí syn (hebrejsky אדם בן כלב‎) z roku 1968. Režisérem filmu je Paul Schrader. Hlavní roli komika Adama ztvárnil Jeff Goldblum, další role hráli Willem Dafoe, Derek Jacobi a Ayelet Zurer.
Film měl světovou premiéru na Filmovém festivalu v Telluride 30. srpna 2008, do běžné distribuce byl uveden 12. prosince 2008 ve Spojených státech. V České republice se objevil v soutěži Karlovarského filmového festivalu v červenci 2009.